# Ibn Hamdís
Abu-Muhàmmad Abd-al-Jabbar ibn Abi-Bakr as-Siqil·lí (àrab: أبو محمد عبد الجبار بن أبي بكر الصقلي, Abū Muḥammad ʿAbd al-Jabbar ibn Abī Bakr aṣ-Ṣiqillī), més conegut com a Ibn Hamdís as-Siqil·lí (àrab: ابن حمديس الصقلي, Ibn Ḥamdīs aṣ-Ṣiqillī) o, senzillament, Ibn Hamdís (Noto, Sicília c. 1056 – Mayurqa c. 1133) fou un poeta sicilià de llengua àrab.

## Vida
Va néixer a Noto, prop de Siracusa. Quan tenia 31 anys la seva ciutat fou presa pels normands i es veié forçat a emigrar a l'Àndalus. S'establí a Sevilla, on feu amistat amb l'emir al-Mútamid, que també era poeta. Després de la seva mort el 1095, Ibn Hamdís es posà sota la protecció de l'emir hammàdida al-Mansur i després, de la seva mort, fou hoste dels governants zírides d'Ifríqiya, a Mahdia.
Ibn Hamdís continuà itinerant pels països islàmics de la Mediterrània fins a la seva mort a Mallorca el 1133.

## Obra
D'Ibn Hamdís ens en resta un diwan, és a dir, un cançoner de contingut poètic, integrat per 360 qasides (poesies), amb un total de més de 6.000 versos. La temàtica és variada. Des de la descripció d'aspectes de la vida quotidiana, al panegíric en honor de los prínceps dels que fou hoste. Moltes qasides estan dedicades a la Sicilia perduda de la seva joventut. Altres a la bellesa femenina i al vi, en un estil que recorda el del seu contemporani persa Omar Khayyam.
Del diwan d'Ibn Hamdís n'existeixen almenys dues còpies manuscrites, custodiades una a la Biblioteca Vaticana i l'altra a San Petersburg. L'obra fou descoberta en el segle xix per l'arabista sicilià Michele Amari.